# Jakub Brabec
Jakub Brabec (Praga, 6 de agosto de 1992) es un futbolista checo que juega en la demarcación de defensa para el Aris Salónica F. C. de la Superliga de Grecia.

## Selección nacional
Tras jugar con la selección de fútbol sub-18 de República Checa, la sub-19, la sub-20 y con la sub-21, finalmente hizo su debut con la selección absoluta el 29 de marzo de 2016 en un encuentro amistoso contra Suecia que finalizó con un resultado de empate a uno tras el gol de Marcus Berg para Suecia, y de Matěj Vydra para el combinado checo.

## Clubes
| Club                          | País            | Año       | Partidos | Goles |
| ----------------------------- | --------------- | --------- | -------- | ----- |
| Viktoria Žižkov               | República Checa | 2008-2011 | 22       | 0     |
| Sparta de Praga               | República Checa | 2011      | 10       | 1     |
| Sparta de Praga II (cedido)   | República Checa | 2011-2012 | 18       | 3     |
| F. C. Zbrojovka Brno (cedido) | República Checa | 2012-2013 | 18       | 0     |
| Sparta de Praga               | República Checa | 2013-2016 | 99       | 11    |
| K. R. C. Genk                 | Bélgica         | 2016-2018 | 52       | 3     |
| Çaykur Rizespor (cedido)      | Turquía         | 2018-2019 | 18       | 0     |
| F. C. Viktoria Plzeň          | República Checa | 2019-2021 | 99       | 4     |
| Aris Salónica F. C.           | Grecia          | 2021-     | 141      | 6     |

## Palmarés

### Campeonatos nacionales
| Título                               | Club            | País            | Año  |
| ------------------------------------ | --------------- | --------------- | ---- |
| Liga de Fútbol de la República Checa | Sparta de Praga | República Checa | 2014 |
| Copa de la República Checa           | Sparta de Praga | República Checa | 2014 |
| Supercopa de la República Checa      | Sparta de Praga | República Checa | 2014 |